# کوبرام
کوبرام (به انگلیسی: Cobram) یک شهرک در استرالیا است که در ویکتوریا (استرالیا) واقع شده‌است.